# Nazaré da Costa Cabral
Nazaré Saldanha Póvoas da Costa Cabral é uma professora universitária, jurista e economista portuguesa.

## Carreira
Estudou na antiga Escola Secundária Machado de Castro e na Escola Secundária D. Filipa de Lencastre, em Lisboa.
É licenciada (1994), mestra (1998) e doutora (2007) em Direito, pela Faculdade de Direito de Lisboa.(FDL) da Universidade de Lisboa e é licenciada em Economia (2015), pela Faculdade de Economia da Universidade Nova de Lisboa (Nova SBE – School of Business & Economics). É Professora Associada com Agregação da Universidade de Lisboa.
Preside, desde março de 2019, o Conselho das Finanças Públicas português.
É, desde junho de 2022, membro correspondente nacional da Academia das Ciências de Lisboa (Classe de Letras, 6.a secção - Economia e Finanças).